# Alamiro Giampieri
Pour les articles homonymes, voir Giampieri.
Alamiro Giampieri (né le 3 juin 1893  à San Giovanni Valdarno (Italie), décédé le 8 octobre 1963 à Gênes (Italie) ) est un clarinettiste, compositeur et chef d'orchestre italien.

## Biographie
Alamiro a étudié dans la classe de clarinette de Domenico Nocentini au Regio Conservatorio di Musica de Florence, et dans la classe d' Instrumentazione per Banda, harmonie et contrepoint d'Antonio Scontrino.
De 1920 à 1962, il a été successivement 2e et 1re clarinette au théâtre Carlo-Felice de Gênes.
Il a enseigné de 1922 à 1937 la clarinette au liceo musicale "Niccolò Paganini" de Gênes puis il devient de 1938 à 1962 professeur reconnu de clarinette et d' Instrumentazione per Banda au Regio Conservatorio di Musica de Milan.
Vers 1928, il conçoit deux automatismes qui contribuent à perfectionner le clétage de la clarinette, "sans affecter son doigté, qui reste inchangé".
Il a également été arrangeur, compositeur, et auteur entre autres d'une importante méthode de clarinette et d'un matériel pédagogique important pour les instruments de la famille des bois. Il a aussi été chef d'un orchestre d'harmonie. Son caprice pour clarinette sur le thème du carnaval de Venise est régulièrement travaillé par les clarinettistes et présenté en concert par les plus grands solistes.
Ses œuvres et travaux ont été publiés chez la maison Ricordi.
Un critique de l'époque l'a décrit : « en tant que professeur, théoricien, musicien et innovateur de son instrument, il faisait preuve d'un intellect vif et d'une perspicacité inhabituelle. »

## Œuvres
Alamiro Giampieri a composé de la musique pour orchestre et piano et a publié diverses pièces de concert pour clarinette et des méthodes pour instruments. Il a également effectué des révisions et des arrangements d'œuvres et méthodes majeures d'autres compositeurs.

### Pièces de concert
- Fantasia en si bémol majeur pour clarinette et piano (1936)
- Il carnevale di Venezia (Le Carnaval de Venise). Capriccio variato pour clarinette et orchestre, en si bémol majeur, (Milan : Ricordi, 1948)[2].

### Enseignement
- Metodo progressivo : per lo studio del clarinetto sistema Böhm, (Milan : Ricordi, 1933, 1942)
- 6 Capricci (1937)
- Raccolta di esercizi e studi  per clarinetto : a complemento della 1. parte del metodo progressivo (E.R.1521) e per iniziare lo studio del trasporto, (Milano : G. Ricordi e C., 1943, 56 p)
- Passi difficili e a solo: per clarinetto e clarinetto basso volumes 1 et 2, (Milan : Ricordi, 1936—1941, réédition 1997)
- 12 studi moderni : per clarinetto, (Milan : Ricordi, 1936, 1980)
- Metodo progressivo per fagotto (1935)
- Metodo progressivo per oboe
- 16 studi giornalieri di perfezionamento per fagotto, (1943)
- 16 studi giornalieri di perfezionamento per saxofono
- 16 studi giornalieri di perfezionamento per flauto,  G.Ricordi & C, E.R.1846, Milano, Ripristino (=réédition) 1954
- 26 Pezzi Di Celebri Autori, Trascritti per 2 Clarinetti by Alamiro Giampieri

### Révisions et arrangements
- Ernesto Cavallini, 30 Capricci per clarinetto, éditeur Giampieri, (Milan : Ricordi, date inconnue)
- Mozart, Divertimento K. 581, réduction pour clarinette en si bémol et piano, (Milan : Ricordi)
- Beethoven, concerto pour clarinette en si bémol et piano, transcription d'après concerto en ré majeur op. 61 pour violon et orchestre, (Milan : Ricordi)
- Hyacinthe Klosé, Metodo Completo per Clarinetto / Méthode complète pour clarinette
- Giuseppe Verdi / Donato Lovreglio, La Traviata, Fantasia di concerto / Fantaisie de concert sur des thèmes de la Traviata / révisé par Alamiro Giampieri
- A. Magnani, Dix études-caprices de grande difficulté / nouvelle édition révisée : Alamiro Giampieri, (Paris : Leduc)
- Bach, 21 Pezzi per clarinetto, 21 pièces transcriptes pour clarinette seule
- Clemente Salviani, Studi per oboe - Volumes 1, 2 et 3 (tratti del Metodo) / Études pour hautbois extraites de la Méthode pour hautbois / révisée par Alamiro Giampieri
- Giuseppe Marasco, 10 Studi di perfezionamento - Clarinetto, Études de perfectionnement / révisées par Alamiro Giampieri

## Enregistrements
- A Clarinet Celebration, œuvres de Carl Maria von Weber, Norbert Burgmüller, Alamiro Giampieri, Robert Schumann et Donato Lovreglio, par Emma Johnson, clarinette, et Gordon Back, piano (ASV Records DCA 732, 1990)